# Каср-аль-Бади

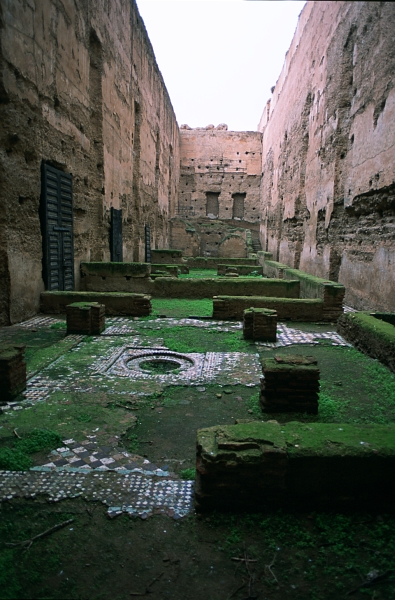
Руины дворца.

Каср-аль-Бади (фр. Le palais El Badi — «несравненный») — руины замка-дворца, одна из главных достопримечательностей Марракеша. Дворец был построен в период, между 1578 и 1603 гг., когда в Марокко правил Ахмад аль-Мансур.
При постройке дворца использовались лучшие материалы того времени: итальянский мрамор, ирландский гранит, многоцветный оникс из Индии. Стены и потолок покрывала прекрасная позолота. Ахмад аль-Мансур пригласил для его строительства лучших мастеров Каталонии и Андалузии. По предположению историков, изначально дворец состоял из 360 комнат, имеет двор площадью 135 м х 110 м и бассейн на 90 м на 20 м.
Придя к власти, Алавиты перенесли столицу в Мекнес, оставив на долгие столетия Марракеш в провинциальном запустении. По приказу султана Мулай Исмаила дворец был разрушен. О размерах и роскоши замка-дворца свидетельствует даже тот факт, что его сносили 10 лет, вывозя мрамор и золото в Мекнес для украшения новой резиденции Алавитов. Сейчас здесь можно только увидеть стены внутреннего двора и прогуляться по апельсиновому саду, где в большом количестве гнездятся аисты.